# Turk Van Lake
Turk Van Lake (* 15. Juni 1918 in Boston als Vanig Rupen Hovsepian; † 1. September 2002 in Staten Island) war ein US-amerikanischer Jazzgitarrist, Komponist, Arrangeur, Autor und Musikpädagoge.

## Leben und Wirken
Hovsepian, Kind armenischer Einwanderer, die aus der Gegend des Vansees (engl. Lake Van) stammten, wuchs in New York auf und graduierte an der Tottenville High School. Er studierte am Musikkonservatorium Boston Harmonielehre und Zwölftonmusik bei Otto Cesana. 1937 verkaufte er sein erstes Arrangement an Chick Webb. 1949 wurde ein Streichquartett von ihm aufgenommen. 1952 wurden Werke von ihm in einem Konzert aufgeführt, in dem auch Kompositionen von John Cage, Henry Cowell und Lou Harrison zu Gehör gebracht wurden.
Seine Interpretenkarriere begann er unter dem Künstlernamen Turk Van Lake Anfang der 1940er Jahre in Boston, als er als Rhythmusgitarrist mit Charlie Spivak (1941), Georgie Auld und Sam Donahue (1942), Charlie Barnet (1943) und 1944 erneut bei Auld spielte. Von 1945 bis 1948 war er als Arrangeur für Count Basie, Benny Goodman, Lionel Hampton und Buddy Rich tätig. Von 1947 bis 1950 ging er ans Musikkonservatorium Boston zurück und arbeitete bis 1954 als Musikpädagoge. Mitte 1954 hatte er ein eigenes Quartett und spielte dann bis 1958 im Orchester von Les Elgart. 1958/59 ging er mit Benny Goodman auf Tourneen. Van Lake wirkte auch bei Aufnahmen von Terry Gibbs, Big Miller, Nat Pierce (1957–61) und Eddie „Cleanhead“ Vinson (1957) mit. Er arbeitete auch mit Sarah Vaughan ( In the Land of Hi-Fi, 1955) sowie Herbie Mann (1965) und ging 1962 mit dem Benny Goodman Orchestra auf eine Tournee durch die Sowjetunion, bei der er auch die Heimat seiner Vorfahren besuchte.
In den 1950er Jahren schrieb Van Lake eine Reihe von Artikeln für das Musikmagazin Metronome, später auch einen Teil der Liner Notes der Neuausgabe (1999) von Goodmans The Famous Carnegie Hall Concert 1938. In den späteren Jahren unterrichtete er Politikwissenschaft am College of Staten Island, wo er 2002 in einem Pflegeheim starb.

## Lexikalische Einträge
- Carlo Bohländer, Karl Heinz Holler, Christian Pfarr: Reclams Jazzführer. 3., neubearbeitete und erweiterte Auflage. Reclam, Stuttgart 1989, ISBN 3-15-010355-X.
- Richard Cook, Brian Morton: The Penguin Guide to Jazz on CD. 6. Auflage. Penguin, London 2002, ISBN 0-14-051521-6.
- John Jörgensen, Erik Wiedemann Jazzlexikon. Mosaik, München, 1967